# Carmen Sánchez Pérez
Carmen Sánchez Pérez (Éibar, 14 de febrero de 1958) es una política socialista y delegada del Gobierno de España en Aragón desde junio de 2018 hasta febrero de 2020. Actualmente, es la directora general de Interior y protección civil del Gobierno de Aragón.

## Biografía
Hija de la primera locutora eibarresa de Radio Eibar Carmen Pérez Sarasqueta, Carmen Sánchez ha desarrollado toda su trayectoria política en Aragón, a donde llegó a finales de la década de 1970 "por amor".
En 1987 encabezó la lista del PSOE para las elecciones municipales en Used (Zaragoza) , siendo elegida concejal. Madre de cuatro hijos, abandonó la política para retomar sus estudios, obteniendo la diplomatura en Profesorado de Educación General Básica (Especialidad de Educación Preescolar) por la Universidad de Zaragoza en 1997. Durante el curso 1999-2000 gestionó la guardería municipal de Daroca (Zaragoza).
En las elecciones municipales y autonómicas de mayo de 2003 fue elegida alcaldesa de Used por mayoría absoluta, revalidando el cargo en los comicios de 2007, 2011 y 2015. En mayo de 2003 obtuvo además el acta de diputada en las Cortes de Aragón, responsabilidad que desempeñó durante tres legislaturas, siendo designada secretaria de la mesa de la Comisión Institucional (2003-2007), presidenta de la mesa de Asuntos Sociales (2007-2011) y portavoz del PSOE en la Comisión de Política Territorial e Interior (2011-2015). Abandonó las Cortes de Aragón tras las elecciones municipales y autonómicas de 2015 y en noviembre de ese mismo año fue elegida presidenta de la Federación Aragonesa de Municipios, Comarcas y Provincias (FAMCP).
El 18 de junio de 2018 fue nombrada delegada del Gobierno en Aragón sustituyendo a Gustavo Alcalde Sánchez (Partido Popular), que ocupaba el cargo desde enero de 2012.
Ha sido la representante del Gobierno de Aragón en el Patronato de la Laguna de Gallocanta (Zaragoza) y es patrona de la Fundación María Domínguez.

## Vida personal
Carmen Sánchez está casada y tiene cuatro hijos.
Es combativa por el medio rural y la defensa de la mujer.